# Argelato
Argelato ist eine italienische Gemeinde (comune) mit 9705 Einwohnern (2022) in der Metropolitanstadt Bologna, Region Emilia-Romagna.

## Geographie
Der Ort liegt in der Po-Ebene auf 25 m s.l.m. etwa 19 km nordwestlich von Bologna entfernt. Zur Gemeinde gehören die Fraktionen Casadio, Funo und Volta Reno sowie die Weiler Casette di Funo, Malacappa, San Donnino und San Giacomo.
In der Ortschaft Funo sind ein Rangierbahnhof, wichtige Industrieanlagen (Guaber) und eines der größten Handelszentren Europas, das nur dem Cis bei Nola unterlegen ist.

## Persönlichkeiten
- Pietro d’Argellata († 1423), Arzt, Chirurg und Anatom